# Bűnbánat (Sanctuary – Génrejtek)
A Bűnbánat (Penance) a Sanctuary – Génrejtek című kanadai sci-fi-fantasy televíziós sorozat második évadjának kilencedik epizódja.

## Ismertető
|  | Alább a cselekmény részletei következnek! |

Helen Magnus és társai az abnormális Jimmyvel (Michael Shanks) találkoznak, aki oldalának  erszényében egy tunéziai tűzelementált szerzett Magnusnak. Ekkor egy ellenséges abnormális banda, a chicagói bandavezér, Duke (Aleks Paunovic) emberei támadnak rájuk, mert Jimmy tőle lopta el az elementált. A tűzharcban Kate és Jimmy együtt menekülnek, miközben Helen és Will megpróbálja feltartani a bandát. Menekülés közben Kate-et eltalálják, Jimmy egy búvóhelyre viszi őt, ahol eltávolítja a golyót vállából.
Duke egy diukon, egy rendkívül agresszív humanoid-féle. Fajának kontrollálhatatlan dühét nem lehet irányítani, ők maguk sem tudják magukban tartani. A kezükön lévő speciális mirigyek a düh hatására radioaktív sugárzásukkal szinte megsütik, akihez hozzáérnek.
Helen és Will Kate-et és Jimmy-t keresi a városban, miközben Willt elkapja a banda. Helen félrevezeti Duke-ot, azt állítja, hogy Jimmy már náluk van, hogy a banda eltűnjön az utcáról és így Henrynek és Nagyfiúnak lehetőséget ad a többiek megtalálására.
A búvóhelyen Kate lábadozik, Jimmy azonban kezdi rosszul érezni magát. Az 1200 fokos elementált Jimmy „zsebe” szigeteli, anélkül a lény elpusztulna, viszont Jimmy sem bírja pár óránál tovább az erszényben tartani.
Beszélgetésük közben kiderült, hogy Jimmy korábban egy King Town nevű banda tagja volt, akik drog- és fegyver csempészettel bízták meg kihasználván erszénye előnyeit. Dr. Magnus jókor bukkant fel az életében és megállította a lejtőn lefelé haladó fiatalembert. Kate is elmeséli, hogy akkor hagyta el Chicagót, mikor apja meghalt. Apja bankrabló volt, elkapták, és egy a rendőrségen robbant bomba ölte meg. Történeteikből kiderül, hogy Jimmy volt az, aki a bombát a rendőrösre bejuttatta. Amikor Nagyfiú rájuk talál, Kate éppen fegyvert szegez a férfira.
Duke rájön, hogy Jimmyt még mindig keresik, és sajátos eszközével hallgatja ki Willt, hogy megtudja, hol rejtegetik őt. Helen kihasználja, hogy a banda hozzáfér a Menedék számítógépes rendszereihez, tudatja velük, hogy Jimmy valóban ott van, így Will egy kis időt nyer.
Magnus ötlete az, hogy felhasználják, hogy Duke agyának egy részét elnyomják az agressziót kordában tartó elektródák, így könnyebben befolyásolhatóak agyának más részei. Elmegy hozzá és cserébe Jimmyért Will szabadon engedését követeli. Jimmy holografikus képet vetítik Duke elé, majd amíg az átverés hatása tart, ők ketten menekülni igyekeznek. A két banda fegyvert fog egymásra, mikor Jimmy, Kate és Nagyfiú is a helyszínre ér. Jimmy feladja magát, hogy Magnust és emberei távozhassanak. Azonban előtte kicserélte az erszényében lévő tűzelementált egy bombára, és a bandavezérrel és saját magával együtt felrobbantja az autót, amiben ülnek. Jimmyt évek óta gyötörte a bűntudat fiatalkorának tetteiért, ezzel a tettével bűnbánatot gyakorolt.
|  | Itt a vége a cselekmény részletezésének! |

## Érdekességek
A Vancouverben forgatott epizód vendégszereplője, Jimmy, Amanda Tapping korábbi Csillagkapus kollégája, Michael Shanks vagyis Daniel Jackson.

## Fogadtatás
Az epizódba frissítést hozott humorával Michael Shanks vendégszereplése, és Kate Freelander (Agam Darshi) múltjába is betekintést nyerünk. Brenton Spencer rendező remekül használta ki a két karakter közös jeleneteit. Rob Vaux (mania.com) szerint jót tett az epizódnak a kevesebb green screen technika és a több valódi utcai jelenet. Több kritikus is hasonló véleményen van, mind Shanks szerepe, mind a valódi jelenetek egyedivé tették az epizódot az eddig látott huszonkét rész között. Ezek ellenére Popsyndicate oldalán Amber Spence nincs elragadtatva Shanks alakításától. Úgy véli, túlságosan is ráépítették az epizódot, ám helyette inkább Agam Darshi tűnt ki.
Agam Darshi színésznőt az epizódban nyújtott alakításáért 2010-ben Constellation-díjra jelölték a Legjobb női színész 2009-es sci-fi televíziós sorozat epizódjában kategóriában, melynek eredménye 2010 júliusában derül ki. Michael Shankset legjobb vendégszereplőként Leo-díj-ra jelölték.